# 北洋大学
北洋大学（ほくようだいがく、英語: Hokuyo University）は、北海道苫小牧市にある、学校法人京都育英館が運営する私立大学。
北海道苫小牧市では唯一の私立大学で、2021年3月までは学校法人駒澤大学が運営する苫小牧駒澤大学であった。

## 沿革
- 1964年（昭和39年） - 設置認可。
- 1965年（昭和40年） - 苫小牧駒澤短期大学（国文科・英文科）開学。
- 1966年（昭和41年） - 食物栄養科設置認可。
- 1967年（昭和42年） - 食物栄養科開設。
- 1985年（昭和60年） - 生活ビジネス科設置認可。
- 1986年（昭和61年） - 生活ビジネス科開設。
- 1989年（平成元年） - 駒澤大学苫小牧短期大学に校名変更。
- 1995年（平成7年） - 駒澤大学苫小牧短期大学が学校法人駒澤大学に対して改組転換要望書を提出。学校法人駒澤大学理事会で改組転換を決定。駒澤大学苫小牧短期大学臨時教授会で全会一致し、4年制大学へ改組転換を決議。男女別学制から男女共学制に移行。
- 1996年（平成8年） - 苫小牧市議会で「苫小牧駒澤大学設置に関する公私協力」を決議。学校法人駒澤大学理事会で「苫小牧駒澤大学設置」を決議。学校法人駒澤大学理事会と苫小牧市長が「苫小牧駒澤大学設置協定」に調印し、文部省に「苫小牧駒澤大学設置認可申請書」を提出（一次申請）。
- 1997年（平成9年） - 文部省に「苫小牧駒澤大学設置認可申請書に関する追加書類」を提出（二次申請）。苫小牧駒澤大学（国際文化学部国際文化学科）設置認可。
- 1998年（平成10年） - 苫小牧駒澤大学（国際文化学部国際文化学科）開学。駒澤大学苫小牧短期大学（国文科・英文科）募集停止。校舎移転（北海道苫小牧市美園町→北海道苫小牧市錦岡）。新校舎落慶記念式典・開学記念式典挙行。大講堂・ゲストハウス・課外活動棟落成。教職課程（中学1種／英語・社会科、高等学校1種／英語・公民科）設置認可。
- 2000年（平成12年） - 坐禅堂落成。教職課程（中学1種／英語・社会科、高等学校1種／英語・公民科）開講。
- 2001年（平成13年） - 国際文化学部国際コミュニケーション学科設置認可。駒澤大学苫小牧短期大学（食物栄養科・生活ビジネス科）募集停止。
- 2002年（平成14年） - 国際文化学部国際コミュニケーション学科開設。教職課程（高等学校1種／情報科）設置認可。
- 2003年（平成15年） - 駒澤大学苫小牧短期大学閉学（改組完成）。教職課程（高等学校1種／情報科）開講。
- 2005年（平成17年） - 学芸員課程設置認可。
- 2006年（平成18年） - 学芸員課程開講。
- 2007年（平成19年） - 苫小牧駒澤大学開学10周年記念式典挙行。
- 2013年（平成25年） - 国際文化学部キャリア創造学科開設。国際文化学部国際コミュニケーション学科募集停止。
- 2017年（平成29年） - 苫小牧駒澤大学開学20周年記念式典挙行。国際文化学部国際文化学科募集停止。2018年度からの儒教系の学校法人京都育英館への譲渡が発表され、7月に仏教専修科の在学生が「移管されれば住職の資格が取れなくなる」として、国を相手取り申請を認めないよう東京地裁に提訴および認可の仮差し止めを請求、さらに駒澤大学と京都育英館を相手取り損害賠償を求める訴訟を提起したが[1][2][3]仮差し止め請求は却下され[4]、係争中の11月に大学設置審より「教育課程、教育体制などを維持すること」とする留意事項付きで運営譲渡が認められた[5][6]。
- 2018年（平成30年） - 運営法人が学校法人駒澤大学から学校法人京都育英館に変更[7]。 曹洞宗・駒澤大学・京都育英館の三者間において、校名および仏教専修科の維持、学生に不利益を生じさせないための措置を講ずる旨を約束した合意書が取り交わされた[8]。2020年度まで在学生のカリキュラムは維持され、仏教専修科の運営も引き続き学校法人駒澤大学が行う[9]。
- 2020年（令和2年） - 大学機関別認証の再評価で不適合[10]。
- 2021年（令和3年） - 苫小牧駒澤大学から北洋大学に校名変更[11]。
- 2026年 - 北海道栄高等学校が旧短大棟に移転する予定[12]。

## 学部・学科
- 国際文化学部
  - キャリア創造学科
    - 経済・経営系
    - 情報メディア系
    - 観光文科系
    - 公共政策系

## 大学関係者と出身者

### 歴代学長
- 大久保治男（1998-2002）
- 近藤良一（2002-2004）
- 関稔（2004-2006）
- 大谷哲夫（2006-2007）
- 片山晴賢（2007-2011）
- 小堀訓男（2011-2015）
- 佐久間賢祐 (2015-2017)
- 川島和浩 (2017-2018)
- 田崎悦子（2018）
- 有澤恒夫 (2018-2021)
- 奥村訓代 (2021-)

### 教職員
- 篠原昌彦
- 高澤秀次（特任教授）
- 中塚尚子（客員教授）
- 古前田充（元サッカー選手、サッカー部監督）

### 出身者
- 伊藤大海（プロ野球選手）
- 小池詩織（アイスホッケー選手）
- 大澤ちほ（アイスホッケー選手）
- 青木香奈枝（アイスホッケー選手）

## 学生生活
- クラブ
  - 硬式野球部
  - サッカー部
  - 男子バスケットボール部
  - 女子バスケットボール部
  - スケート部
  - マーチングバンド部
  - 吹奏楽部
  - 茶道部
- サークル
  - 学友会執行委員会
  - 学友会大学祭実行委員会

## 交通アクセス
道南バス「北洋大学」下車。

## 公式サイト
- 北洋大学